# Kryštofovy Hamry
Kryštofovy Hamry (deutsch Christophhammer) ist eine Gemeinde im Ústecký kraj in Tschechien.

## Geografie

### Lage
Kryštofovy Hamry liegt in 680 m n.m. im Erzgebirge an der Preßnitz die flussaufwärts unmittelbar oberhalb des Ortes zur Talsperre Preßnitz aufgestaut ist. Der Ort befindet sich direkt an der deutschen Grenze zu Schmalzgrube und gehört dem Okres Chomutov an. Zwei Kilometer südöstlich liegt der 994 m n.m. Jelení hora (Haßberg), der höchste Berg der Umgebung.
Die Gemeinde besitzt zwei Wandergrenzübergange, von denen einer entlang der Preßnitz nach Schmalzgrube führt. Bei Černý Potok im Tal des Schwarzwassers besteht ein weiterer Übergang nach Jöhstadt.

### Gemeindegliederung
Die Gemeinde Kryštofovy Hamry besteht aus den Ortsteilen Černý Potok (Pleil(-Sorgenthal)), Kryštofovy Hamry (Christophhammer), Mezilesí (Orpus), und Rusová (Reischdorf). Grundsiedlungseinheiten sind Černý Potok, Dolina (Dörnsdorf), Kryštofovy Hamry, Mezilesí, Přísečnice (Preßnitz) und Rusová Zu Kryštofovy Hamry gehört außerdem die Ansiedlung Sorgenthal.
Das Gemeindegebiet gliedert sich in die Katastralbezirke Černý Potok, Dolina, Kryštofovy Hamry, Přísečnice und Rusová.
Direkt an der Grenze gegenüber dem zum sächsischen Jöhstadt gehörigen Gemeindeteil Dürrenberg befand sich der ehemalige Ortsteil Hegerhaus mit der gleichnamigen Gastwirtschaft. Der heute Hájovna genannte Ort hatte einst vier Häuser und 19 Einwohner, ist heute jedoch unbewohnt.
Laut Karte der Region Preßnitz von Friedrich Selner aus dem Jahre 1861 bestand in Hegerhaus auch ein Forsthaus.

### Nachbarorte
| Königswalde             | Jöhstadt                                    | Marienberg           |
| Vejprty (Weipert)       | Kompassrose, die auf Nachbargemeinden zeigt | Výsluní (Sonnenberg) |
| Kovářská (Schmiedeberg) | Měděnec (Kupferberg)                        | Domašín (Tomitschan) |

## Geschichte

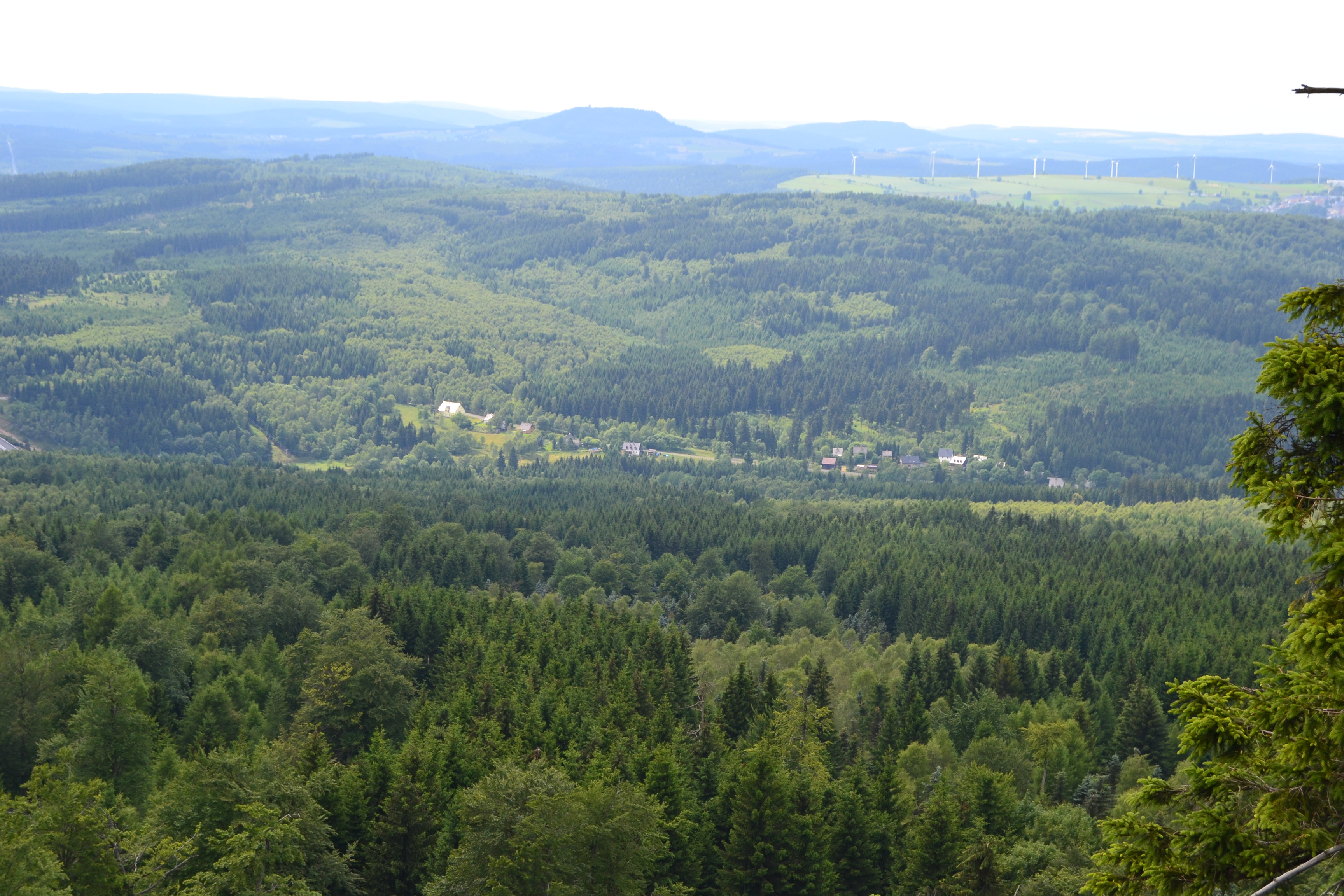
Blick auf einen Teil von Kryštofovy Hamry, gesehen vom Jelení hora.

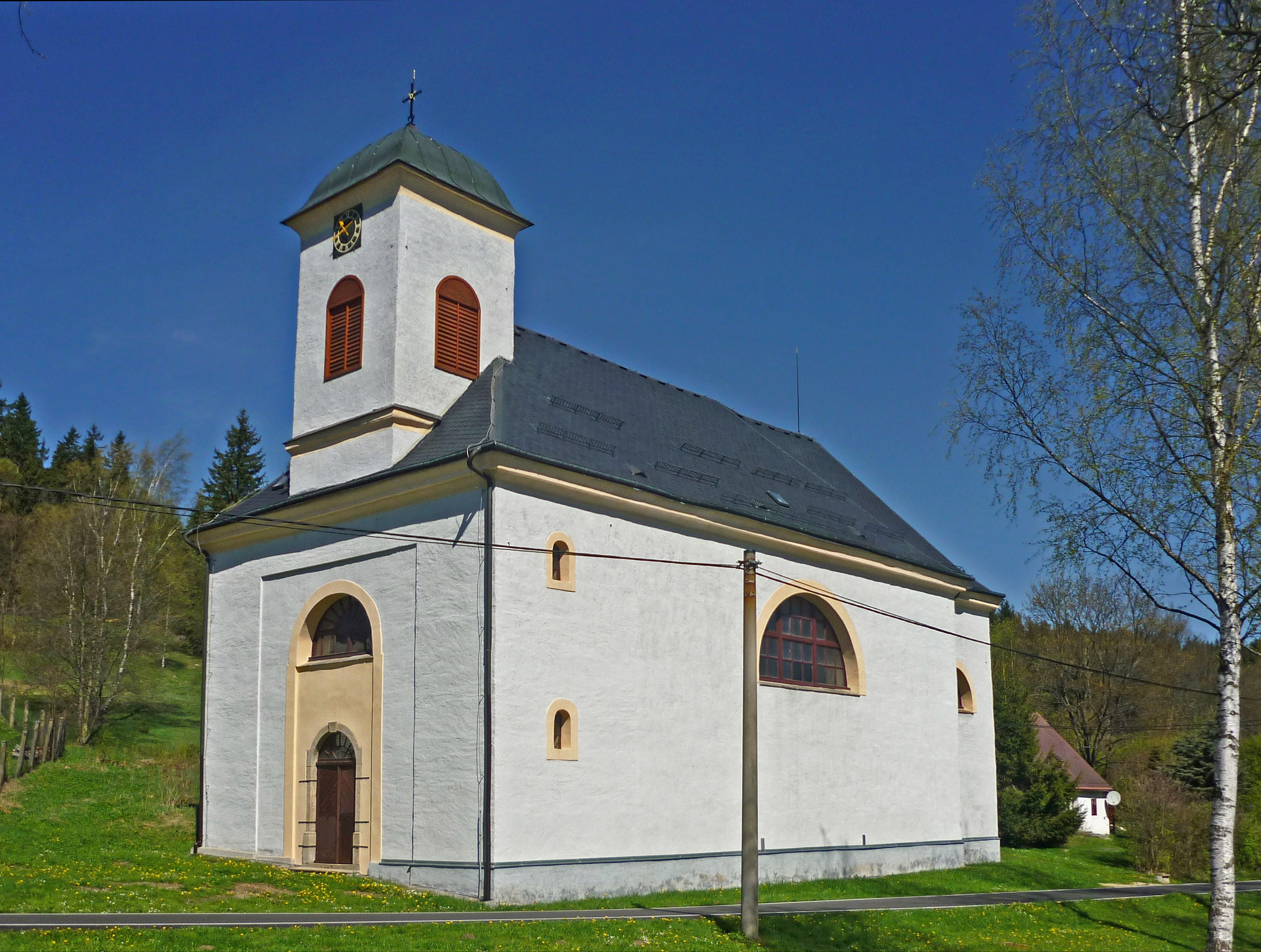
Kirche St. Christoph

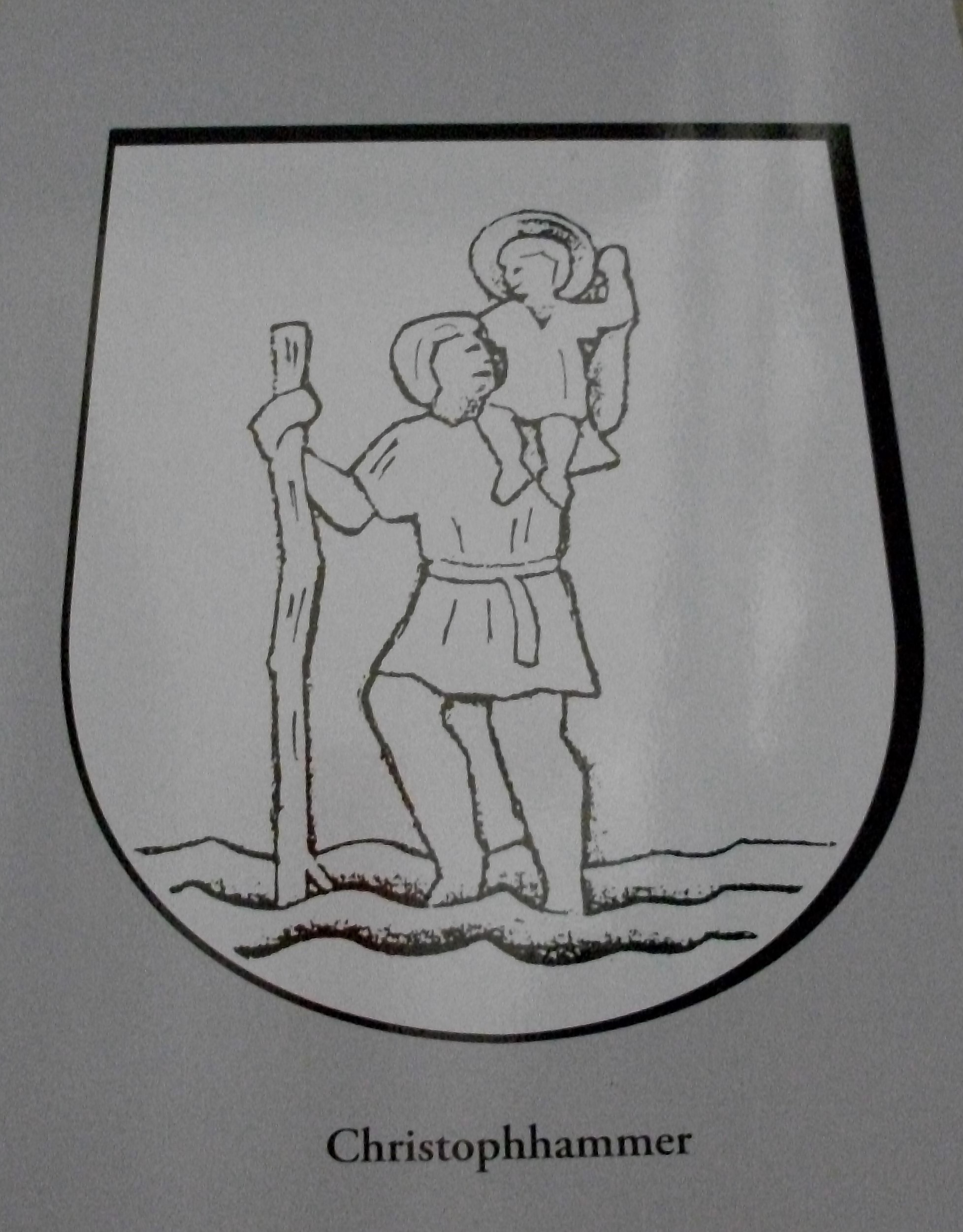
Ehemaliges Ortswappen von Christophhammer

Zu Beginn des 15. Jahrhunderts wurden in der Umgebung von Preßnitz 26 Hammerwerke betrieben, davon auch eins im Ort, das jedoch während der Hussitenkriege zerstört wurde. Erst der Oberberghauptmann von St. Joachimsthal, Christoph Graf von Grünberg, ließ 1621 wieder ein Werk erbauen, den Hammer des Heiligen Christoph. Hierzu gehörte ein Hochofen, zwei Schmieden, Mühle, Sägewerk und ein Teich. Sein Nachfolger baute das Hammerwerk in ein Messinghammerwerk um und belieferte Kunden bis nach Prag.
1660 wurde ein Ziegelwerk in dem damals nicht mehr existierenden Dorf errichtet. Erst ab 1720 existieren Aufzeichnungen, in denen wieder von einem Dorf mit einem Stahlhammerwerk gesprochen wird, später entstand ein Blaufarbenwerk. Mitte des 18. Jahrhunderts wurden die Hammerwerke wegen Unrentabilität geschlossen, die Werke wurden zu Drahtwerken umgebaut. Ende des 18. Jahrhunderts kamen weitere Betriebe dazu, es wurden Löffel, Nägel und Bajonetts hergestellt und 1820 ein Bergwerk zur Förderung von Silber und Kobalt eröffnet, aber wegen Auseinandersetzungen unter den Eigentümern bald wieder geschlossen.
Mitte des 19. Jahrhunderts wurde eine Strickfabrik errichtet, die etwa einhundertzwanzig Menschen beschäftigte, weitere Textilwerke bestanden bis 1948. Die Gegend blieb trotz allem arm und viele Menschen suchten Arbeit in Sachsen. Auf der anderen Seite wurde der Ort oft von Ausflüglern, vor allem aus Sachsen aufgesucht.
Nach der Vertreibung der deutschböhmischen Bevölkerung wurden die meisten Werke geschlossen.
Blaufarbenwerk
Das Blaufarbenwerk Christophhammer entstand ab 1750 unter Maria Theresia durch den Umbau eines kaiserlichen Hammerwerkes. Der Umbau war wahrscheinlich binnen 10 Jahren vollbracht. Für die Errichtung eines solchen Werkes bot der Standort Christophhammer gute Voraussetzungen: neben der Wasserkraft waren Pottasche, Quarz und Cobalt reichlich vorhanden. Allerdings stellte sich rasch heraus, dass die aus St. Joachimsthal gelieferten Cobalterze zu minderwertig für die Blaufarbenherstellung waren, so dass das Werk unrentabel arbeitete und 1789 für einen Schätzwert von 4.303 Gulden an die Leipziger Kaufleute Gauh und Schlemm versteigert wurde. Ende des 18. Jahrhunderts erlebte das Werk unter Wilhelmine Schlemm den Produktionshöhepunkt, da man in St. Joachimsthal und Platten hochwertige Cobalterze fand. Zu dieser Zeit produzierte Christophhammer etwa 2.000 Zentner blaue Farbe pro Jahr. 1806 erwarben ein Annaberger Kaufmann und der ehemalige Farbmeister des Blaufarbenwerkes Niederpfannenstiel das Werk für 20.000 Gulden. Kurz darauf stellten sich erneut Qualitätsprobleme mit den gelieferten Cobalterzen ein. Das Werk durfte die hochwertigen sächsischen Erze nicht importieren, obwohl die Betreiber einen bis zu 75 Prozent höheren Kaufpreis als normal angeboten hatten. Dies begünstigte den Schmuggel sowie den Diebstahl sächsischer Cobalterze nach Christophhammer, insbesondere aus der Markus-Röhling-Fundgrube bei Annaberg.
Mit hoher Wahrscheinlichkeit war auch der erzgebirgische Volksheld Karl Stülpner an den Schmuggeltouren für den Christophhammer beteiligt: er wohnte ab Herbst 1807 im Ort. Er soll hier zeitweise ein Lokal betrieben haben. Eine private Initiative errichtete daher einer Stülpner-Gedenkstätte.
Anfang des 19. Jahrhunderts stellte das Werk v. a. Smalte her. 1874 wurde die Produktion endgültig aufgegeben.

## Entwicklung der Einwohnerzahl
| Jahr | Einwohnerzahl |
| ---- | ------------- |
| 1869 | 574           |
| 1880 | 732           |
| 1890 | 759           |
| 1900 | 774           |
| 1910 | 841           |

| Jahr   | Einwohnerzahl |
| ------ | ------------- |
| 1921   | 674           |
| 1930   | 789           |
| 1950   | 136           |
| 1961 1 | 860           |
| 1970 2 | 731           |

| Jahr   | Einwohnerzahl |
| ------ | ------------- |
| 1980 3 | 129           |
| 1991 3 | 88            |
| 2001 3 | 89            |
| 2011 3 | 81            |

## Persönlichkeiten

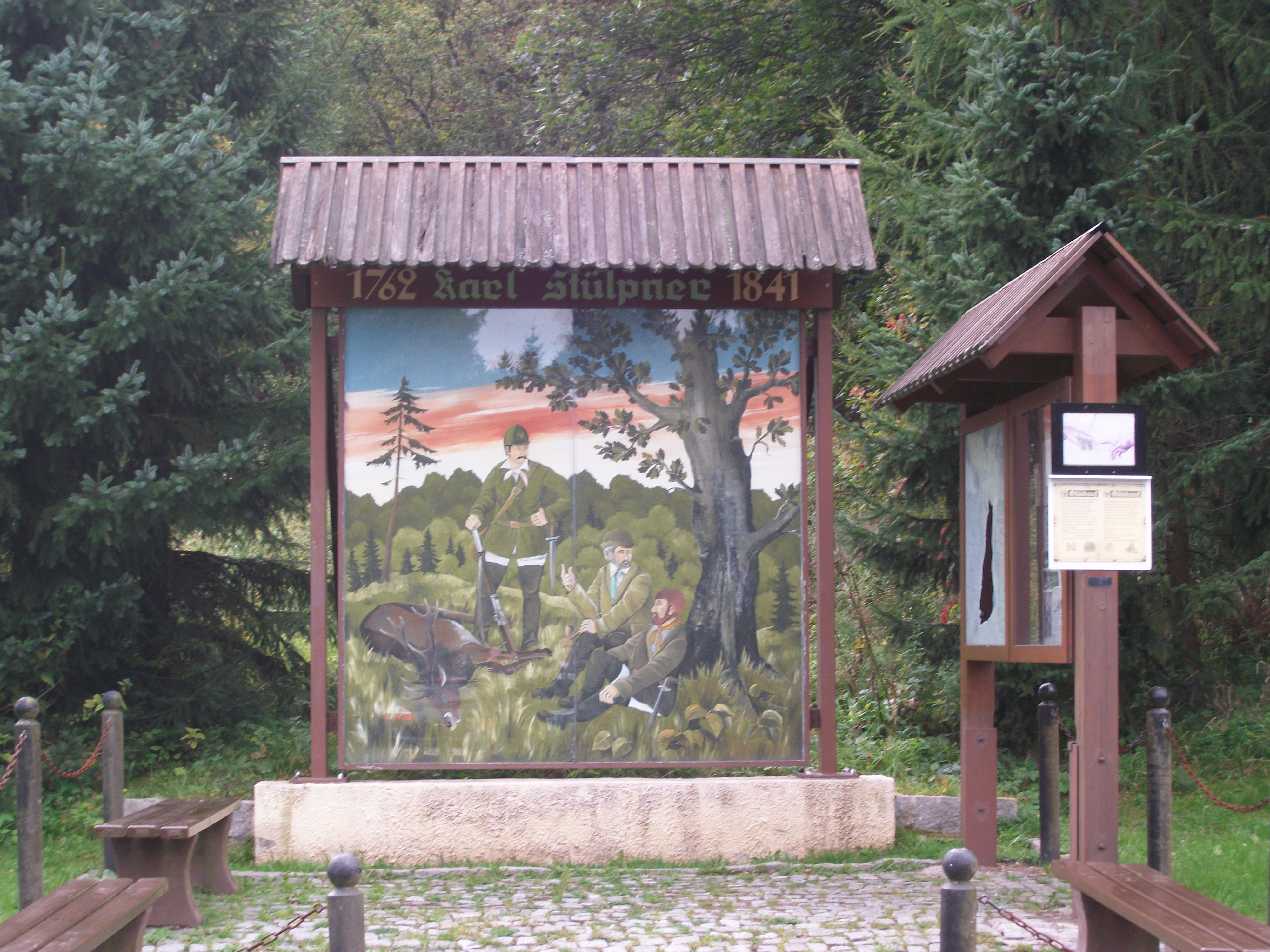
Christophhammer, Karl-Stülpner-Denkmal (2017)

- Karl Stülpner (1762–1841), erzgebirgischer Soldat, Wilderer, Schmuggler, Fabrikant und Lebenskünstler, pachtete um 1812 eine Schenke in Christophhammer
- Ferdinand Stamm (1813–1880), böhmisch-österreichischer Schriftsteller, Journalist und Politiker
- Franz Adolph Lange (1815–1898), Unternehmer und Politiker
- Helmut Steiner (1936–2009), Soziologe und Wissenschaftshistoriker, Hochschullehrer